# Philippe De Neve
Philippe De Neve (Stalhille, 31 maart 1770 –  Koolkerke, 12 februari 1816) was burgemeester van de Belgische gemeente Koolkerke van 1807 tot 1814.

## Levensloop
De Neve was de zoon van Bernard De Neve en Marie-Anne Jessens.
Hij trouwde in Koolkerke op 20 april 1801 met Anne-Marie Lybaert of Liebaert (Zuienkerke, 29 augustus 1772 - Meetkerke, 26 oktober 1858), dochter van Egidius Liebaert en Maria Van Halsinghe. Ze hadden minstens vier kinderen: Jan-Baptist (1802), Marie Jacqueline (1803), Jan Baptist (1806), Louis (1808-1849). Na de vroegtijdige dood van De Neve hertrouwde zijn weduwe in 1817 in Jabbeke met Franciscus Schillewaert.

## Burgemeester
In 1807 volgde De Neve Pierre Van Rolleghem op als burgemeester van Koolkerke.
Hij werd zelf opgevolgd in 1814 door Johannes Peckelbeen. Nam hij ontslag om gezondheidsredenen of werd hij vervangen omwille van een te grote aanhankelijkheid aan het Franse regime? Het was alvast geen verjonging, want zijn opvolger was bijna tachtig.